# Lindknud
Lindknud is een plaats in de Deense regio Zuid-Denemarken, gemeente Vejen. De plaats telt 402 inwoners (2020).